# Figure It Out
Figure It Out — песня, написанная Майком Керром и Беном Тетчером из рок-дуэта Royal Blood. Песня является третьим треком из дебютного альбома группы Royal Blood, а также четвёртым синглом с него. В 2016 году сингл был сертифицирован как серебряный по версии BPI, а через два года получил статус золотого.

## Рецензии
В целом песня была оценена критиками положительно. Скотт Керр из Allmusic отмечает в песне черты, роднящие Royal Blood с такими группами, как White Stripes, Muse и Two Gallants, а именно: сокрушительное звучание ударной установки и гибридного басового сетапа Майка Керра, который «оригинально вписывается» вместе с гитарным и басовым усилителями, питч-шифтерами и дисторшном. Стюарт Берман из Pitchfork пишет, что «Figure It Out» наравне с «Loose Change» являются теми двумя песнями, которые «вытягивают альбом из привычного медленного буги группы и устремляет его к лихорадочному завершению». Захари Хоул из PopMatters сравнивает сингл с другой песней из альбома под названием «Come On Over» из-за их «крутого блюзового звучания» и своеобразной игры на гитаре. Стивен Акройд из DIY также утверждает, что песня способна ввести слушателя в состояние фанка и хэдбендинга.

## Список композиций
Слова и музыка всех песен — Майк Керр, Бен Тетчер.
| №  | Название        | Длительность |
| -- | --------------- | ------------ |
| 1. | «Figure It Out» | 3:04         |

| №                   | Название                  | Длительность |
| ------------------- | ------------------------- | ------------ |
| 1.                  | «Figure It Out»           | 3:04         |
| 2.                  | «Love and Leave It Alone» | 3:31         |
| Общая длительность: | Общая длительность:       | 6:35         |

## Чарты и сертификации
| Чарт (2014)                                | Высшая позиция |
| ------------------------------------------ | -------------- |
| Бельгия/Фландрия (Ultratop 50)             | 46             |
| Бельгия/Валлония (Ultratip Bubbling Under) | 48             |
| UK Singles Chart                           | 43             |
| Canadian Hot 100                           | 95             |
| Billboard Twitter Emerging Artists         | 32             |
| Mainstream Rock Songs                      | 3              |

| Чарт (2014)     | Высшая позиция |
| --------------- | -------------- |
| Mainstream Rock | 37             |

| Великобритания (BPI)                                | золотой | 400 000* |
| * данные о продажах основаны только на сертификации |         |          |

## Участники записи
| - Майк Керр — вокал, бас-гитара - Бен Тетчер — ударные | - Том Далгети — продюсер - Джон Дэвис — мастеринг |

## История релиза
| Страна         | Дата            | Формат                 | Лейбл                | Номер каталога |
| -------------- | --------------- | ---------------------- | -------------------- | -------------- |
| Австралия      | 19 июля 2014    | Цифровая дистрибуция   | Warner Bros. Records | none           |
| Франция        | 19 июля 2014    | Цифровая дистрибуция   | Warner Bros. Records | none           |
| США            | 8 августа 2014  | Радио                  | Warner Bros. Records | none           |
| Великобритания | 17 августа 2014 | Цифровая дистрибуция   | Warner Bros. Records | none           |
| Великобритания | 18 августа 2014 | 7" виниловая пластинка | Warner Bros. Records | WEA494         |
| США            | 26 августа 2014 | Радио                  | Warner Bros. Records | none           |